# کانون عفاف
کانون عفاف مربوط به دوره پهلوی اول است و در شیراز، خیابان قاآنی کهنه، کوچه اسلامی، شماره ۱۰ واقع شده و این اثر در تاریخ ۸ مرداد ۱۳۸۱ با شمارهٔ ثبت ۶۰۵۷ به‌عنوان یکی از آثار ملی ایران به ثبت رسیده است.